# Сеньчуков, Сергей Валентинович
Иеромонах Феодорит (Сергей Валентинович Сеньчуков; род. 17 ноября 1963, Москва) — религиозный и общественный деятель, священник Украинской православной церкви, писатель и блогер, православный публицист, врач анестезиолог-реаниматолог на Станции скорой и неотложной медицинской помощи имени А. С. Пучкова города Москвы. Заслуженный врач города Москвы, премия А. С. Пучкова, епархиальная медаль Якутской и Ленской епархии священномученика Евгения Зёрнова II степени, Юбилейная медаль «150 лет Якутской епархии».

## Биография
Родился 17 ноября 1963 года, отец Валентин Иванович Сеньчуков, военнослужащий, мать Зинаида Наумовна Сеньчукова (Черненко), инженер-строитель. В 1980 году поступил на педиатрический факультет в Российский национальный исследовательский медицинский университет имени Н. И. Пирогова, который окончил в 1986 году. Интернатура по детской анестезиологии и реаниматологии (1986—1987).
В 1979 году стал санитаром-волонтёром в ГКБ № 55 Москвы. С 1980 года работал санитаром, медбратом, фельдшером в различных медучреждениях города Москвы, с 1986 года — врачом. С 1981 года работает в ССиНМП имени Пучкова, работал также в НИИ СП имени Склифосовского (1995—2002) год, в инфекционной клинической больнице № 1 Москвы (1993—1995) годы.
С 1999 года — врач-анестезиолог реаниматолог высшей категории. С 2002 по 2005 год ассистент кафедры анестезиологии и реаниматологии в Московском государственном медико-стоматологическом университете. Имеет свыше 90 научных публикаций; соавтор методики оценки тяжести состояния больных с черепно-мозговой травмой.
Женился на Юлии Эммануиловне Бобовниковой в 1981 году, в браке родились две дочери: Мария (1983) и Дарья (1994). Супруга скончалась в 2000 году.
После смерти супруги учился в ПСТГУ (2005—2009), получив квалификацию эксперт в области «Теология». В 2008 году в Северодонецкой епархии Украинской православной церкви Московского патриархата принял иноческий постриг с наречением имени Феодорит, тогда же был рукоположён в сан диакона епископом Агапитом. Служил диаконом в храме Святителя Николая Чудотворца села Курячевка Марковского района Луганской области, не оставляя работу на СМП имени Пучкова города Москвы.
В 2007 году начал вести блог в Живом Журнале. В 2010 году стал автором портала Православие и мир.
С 2011 года участвует в благотворительном проекте команда БАС, сотрудничает с фондами «Кислород», «Метелица». Курирует пациентов с орфанными и лёгочными заболеваниями. Стал известным православным блогером, с 2013 года регулярным участником телевизионных программ и радиопередач о медицине и религии.
В 2014 году переведён в Могилёв-Подольскую и Шаргородскую епархию, где архиепископ Агапит (Бевцик) (ныне митрополит) рукоположил его во иеромонаха. Богослужебные награды — набедренник и наперсный крест (2018). В связи с ухудшением межгосударственных отношений между Россией и Украиной откомандирован в Москву.
В 2019 году вышла первая книга рассказов «Поп на Мерсе».

## Книги
- Поп на Мерсе (сборник рассказов). — М.: Эксмо, 2019. — 192 с.
- Батюшки и коты[10] (рассказ «Котофатика»). — М.: Никея, 2020. — 256 с.
- Иеромонах Феодорит (Сеньчуков). Менты, понты и скорая помощь. Медицинские рассказы священника-реаниматолога. 2021. ISBN 978-5-04-120833-2
- Иеромонах Феодорит (Сеньчуков). На тот свет и обратно. Записки врача-реаниматолога. — М.: Бомбора, 2024. — 448 с. ISBN 978-5-04-198572-1

## Избранные интервью
- Двойная жизнь отца Феодорита. Зачем реаниматолог переодевается в священника
- «Главное, не перепутать себя с Богом»: день из жизни монаха-реаниматолога
- ИЕРОДИАКОН ФЕОДОРИТ (СЕНЬЧУКОВ) «Если жизнь бесцельна, то и медицина не нужна»
- Иеромонах Феодорит (Сеньчуков): После смерти жены меня спасли дочери
- «Жизнь как служение Богу и людям». Иером. Феодорит (Сеньчуков)
- «Почитай врача честью по надобности в нём…»

## Документальные фильмы
- Как я стал монахом
- Двойная жизнь отца Феодорита: что общего у священника и реаниматолога
- Вера в реанимации
- Сергей Сеньчуков. Врачи без халата
- Проблемы помощи бездомным: год без доктора Лизы